# Natator depressus
La tortuga plana (Natator depressus) es una tortuga marina endémica de la plataforma continental de Australia. Forma parte de la familia Cheloniidae y es la única especie del género Natator.

## Morfología
Las hembras adultas miden entre 95 y 130 cm, y su peso varía de 100 a 150 kg. Es fácilmente reconocible por su caparazón cuando sus escamas marginales están dobladas hacia arriba (esto no siempre es sencillo). El color del caparazón es de color verdoso a marrón oliva. Tiene cuatro pares de escudos costales que se yuxtaponen. El primer par de escudos costales no está en contacto con las escalas de la nuca. El plastrón es de color crema a amarillo. Solo tiene una garra en sus aletas y un par de escamas prefrontales.

## Alimentación
Su alimentación consiste en invertebrados marinos y peces, son casi exclusivamente carnívoras, pero también consumen algunas algas.

## Reproducción

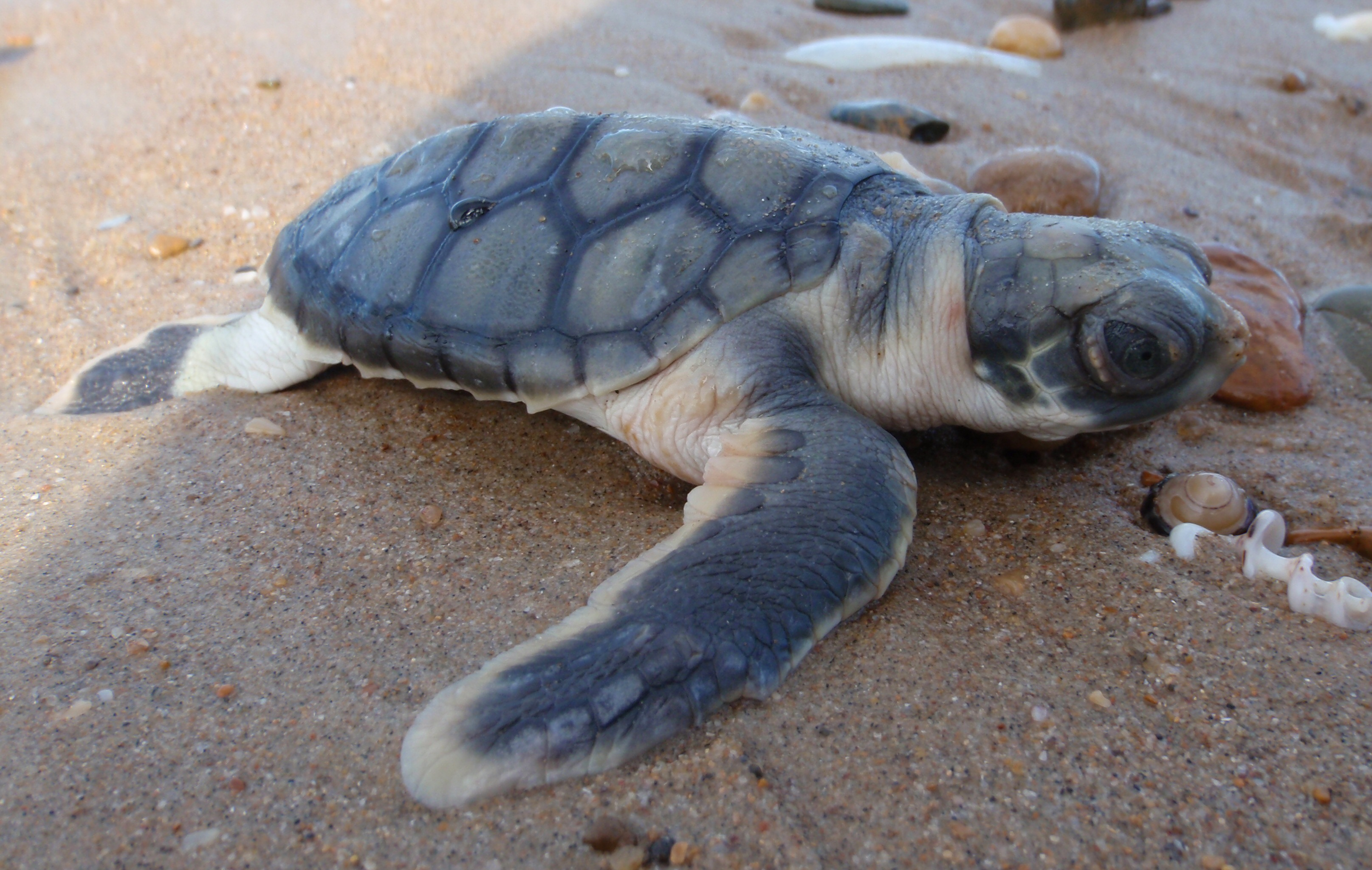
Cría de tortuga plana.

Esta especie pone menos huevos que las otras tortugas marinas, pero sus huevos son más grandes (entre 50 y 78 huevos redondos de 62 mm de diámetro). La operación del desove dura una hora y media. Al igual que otras tortugas marinas, las hembras vuelven a desovar otra vez después de dos semanas de la primera puesta, durante la época de desove. La incubación dura 42 días de promedio. Suelen reproducirse cada 2 o 3 años y llegan a la madurez sexual a partir de los 10 años.

## Distribución
La tortuga plana se encuentra en el norte de la plataforma continental de Australia: el Mar del Coral, el Mar de Arafura y el Mar de Timor (Indonesia, Papúa Nueva Guinea y Australia).
Solo desova en las playas de la mitad norte de Australia: en las islas del sur de la Gran Barrera de Coral y en las playas principales, en el norte de Gladstone.
La tortuga plana prefiere aguas poco profundas y los machos nunca vuelven a tierra.

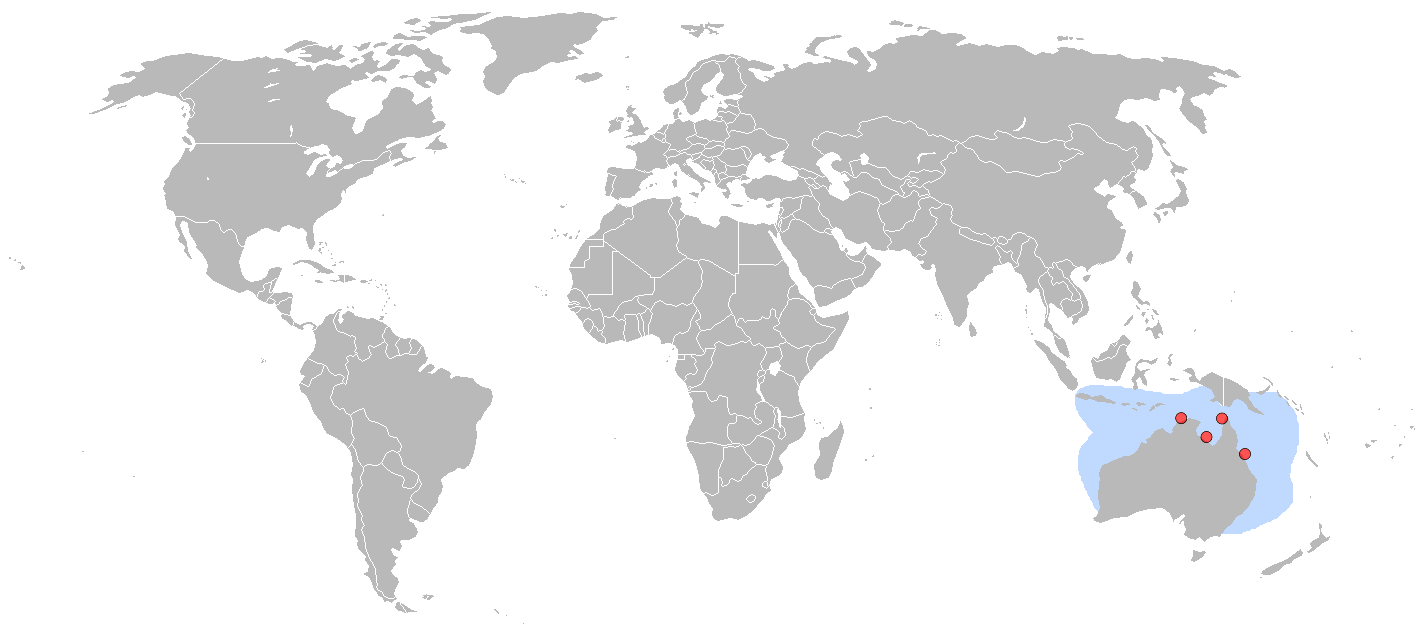
Distribución de Natator depressus (en azul). Círculos rojos: principales puntos de nidificación.

## Migración
Esta especie migra poco, sin embargo, puede viajar a más de 1000 km para el desove.

## Amenazas
Esta tortuga marina es particularmente apreciada por los aborígenes por su carne y por sus huevos, aunque las zonas remotas donde viven se encuentran protegidas la caza furtiva es muy intensa. Sus enemigos naturales en la playa son los lagartos y los zorros, ambos introducidos por los seres humanos. En el mar su mayor depredador es el cocodrilo marino.
También están amenazadas por todas las prácticas humanas que amenazan a las otras tortugas marinas (las redes de pesca, la contaminación, la navegación ...).